# 北新井駅
北新井駅（きたあらいえき）は、新潟県妙高市柳井田町一丁目にある、えちごトキめき鉄道妙高はねうまラインの駅である。

## 歴史
- 1955年（昭和30年）7月15日：国鉄の駅として新設[1][4]。気動車の旅客のみ取扱う無人駅[5]。
- 1987年（昭和62年）4月1日：国鉄分割民営化に伴い、東日本旅客鉄道（JR東日本）の駅となる[4]。
- 2012年（平成24年）5月1日：名誉駅長配置[6]。
- 2015年（平成27年）3月14日：北陸新幹線長野駅 - 金沢駅間延伸に伴いえちごトキめき鉄道へ移管。
- 2018年（平成30年）3月17日：ダイヤ改正で新たにあいの風とやま鉄道線・日本海ひすいライン（泊駅 → 新井駅間）の直通列車が設定された。

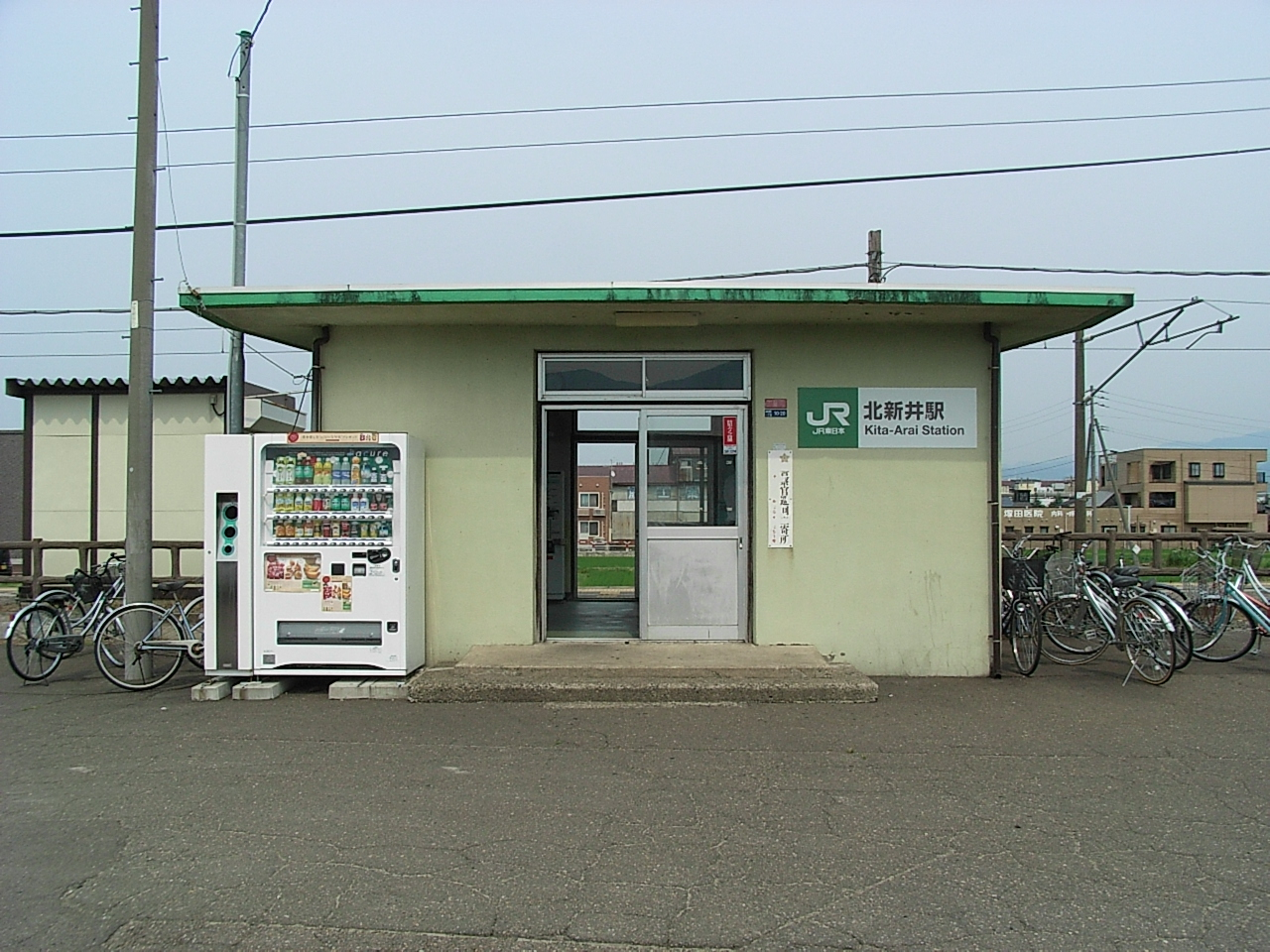
移管前の駅舎（2009年6月）

## 駅構造
線路西側に単式ホーム1面1線を有する地上駅である。
えちごトキめき鉄道が管理する無人駅で、当駅発着のワンマン列車では終日に渡り車内精算が実施される。
駅舎内には近距離切符専用タッチパネル式自動券売機が設置されており、駅舎外には自動販売機・化粧室を有している。
北陸新幹線金沢延伸までは無人駅で、JR東日本新潟支社直江津駅が管理していた。駅構内にはボタン式簡易式自動券売機が設置されていた。
駅員が常駐しない無人駅ということから、JR東日本では2012年（平成24年）5月 - 2015年3月まで駅及び駅周辺の美化活動を行うボランティアとして、JR東日本OBに名誉駅長を委嘱する制度を実施していたが、移管後の運用方法等については発表されていない。

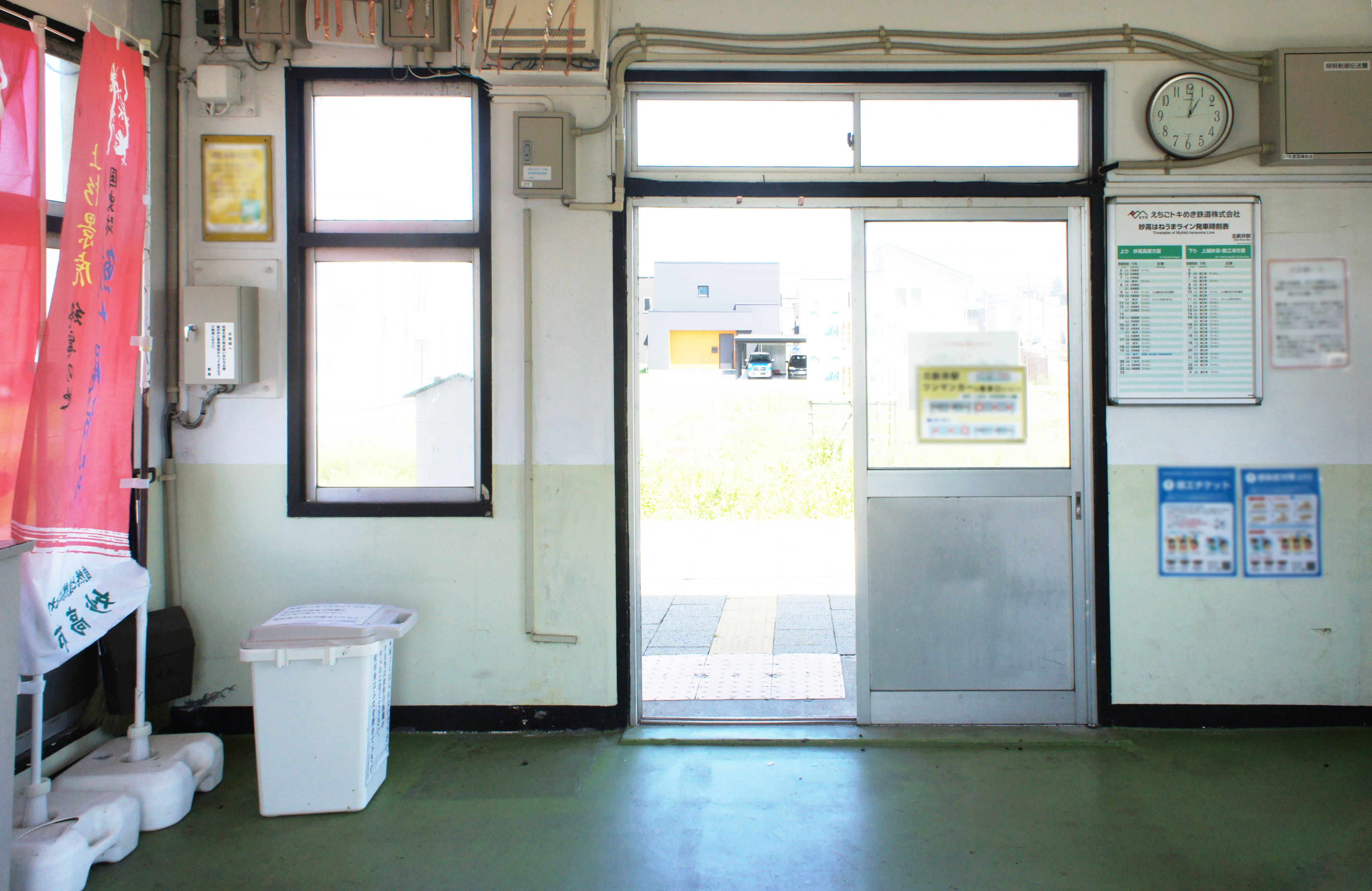
改札口（2021年8月）
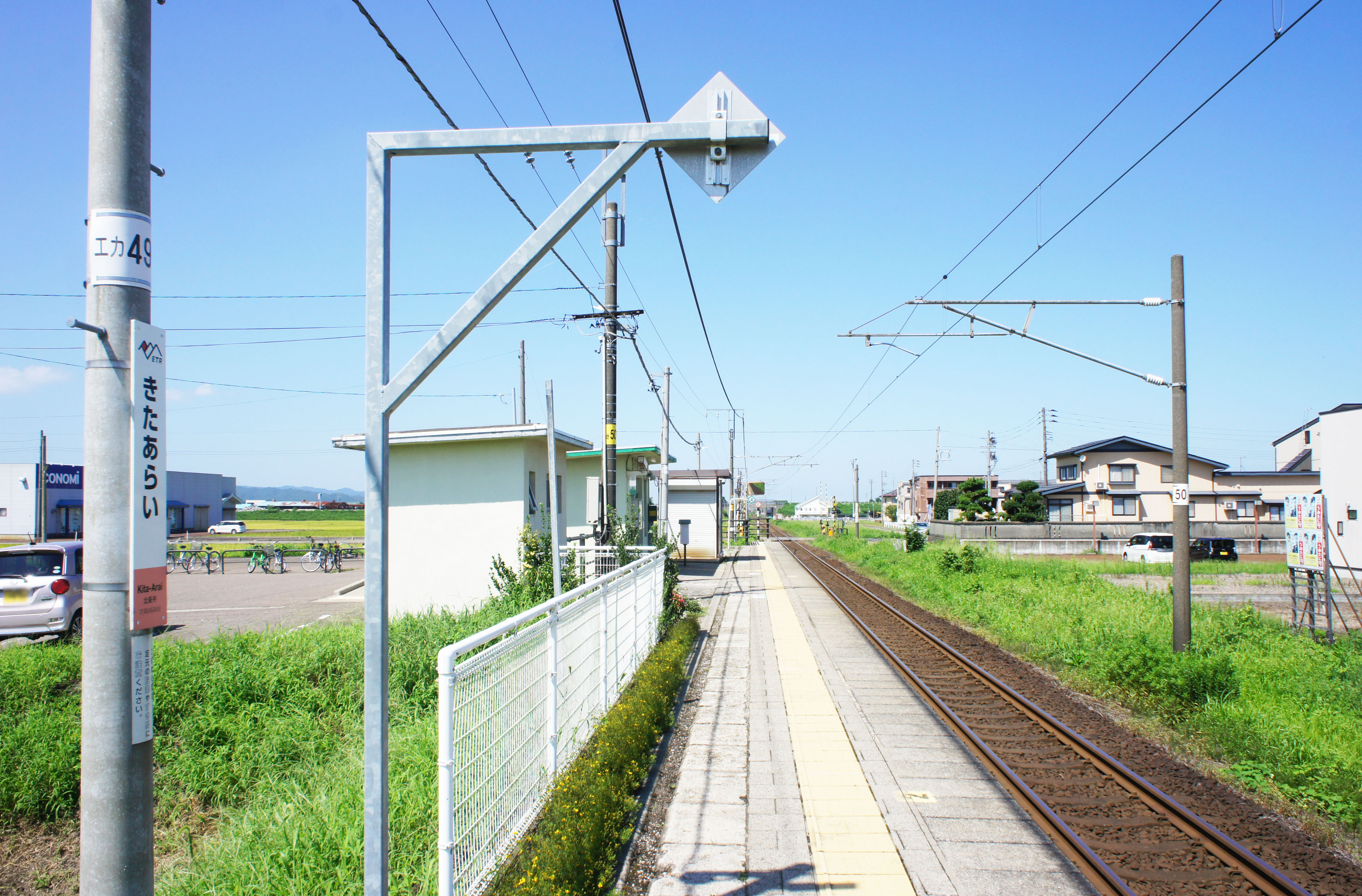
ホーム（2021年8月）

## 利用状況
2023年度（令和5年度）の1日平均乗車人員は221人である。
えちごトキめき鉄道移管後の推移は以下の通り。
| 乗車人員推移       | 乗車人員推移     | 乗車人員推移   |
| 年度               | 1日平均 乗車人員 | 出典           |
| ------------------ | ---------------- | -------------- |
| 2015年（平成27年） | 253              | [ 利用客数 2 ] |
| 2016年（平成28年） | 254              | [ 利用客数 3 ] |
| 2017年（平成29年） | 256              | [ 利用客数 4 ] |
| 2018年（平成30年） | 248              | [ 利用客数 5 ] |
| 2019年（令和元年） | 240              | [ 利用客数 6 ] |
| 2020年（令和02年） | 190              | [ 利用客数 7 ] |
| 2021年（令和03年） | 204              | [ 利用客数 8 ] |
| 2022年（令和04年） | 208              | [ 利用客数 9 ] |
| 2023年（令和05年） | 221              | [ 利用客数 1 ] |

## 駅周辺
妙高市新井地区北部の住宅地で、駅東側の上越大通り沿いは商業地としてロードサイド型の家電量販店、ショッピングセンター、飲食店などが出店している。
駅西側は水田と住宅が混在し、駅から西側約300 mには矢代川が流れている。
- 国道292号（上越大通り）

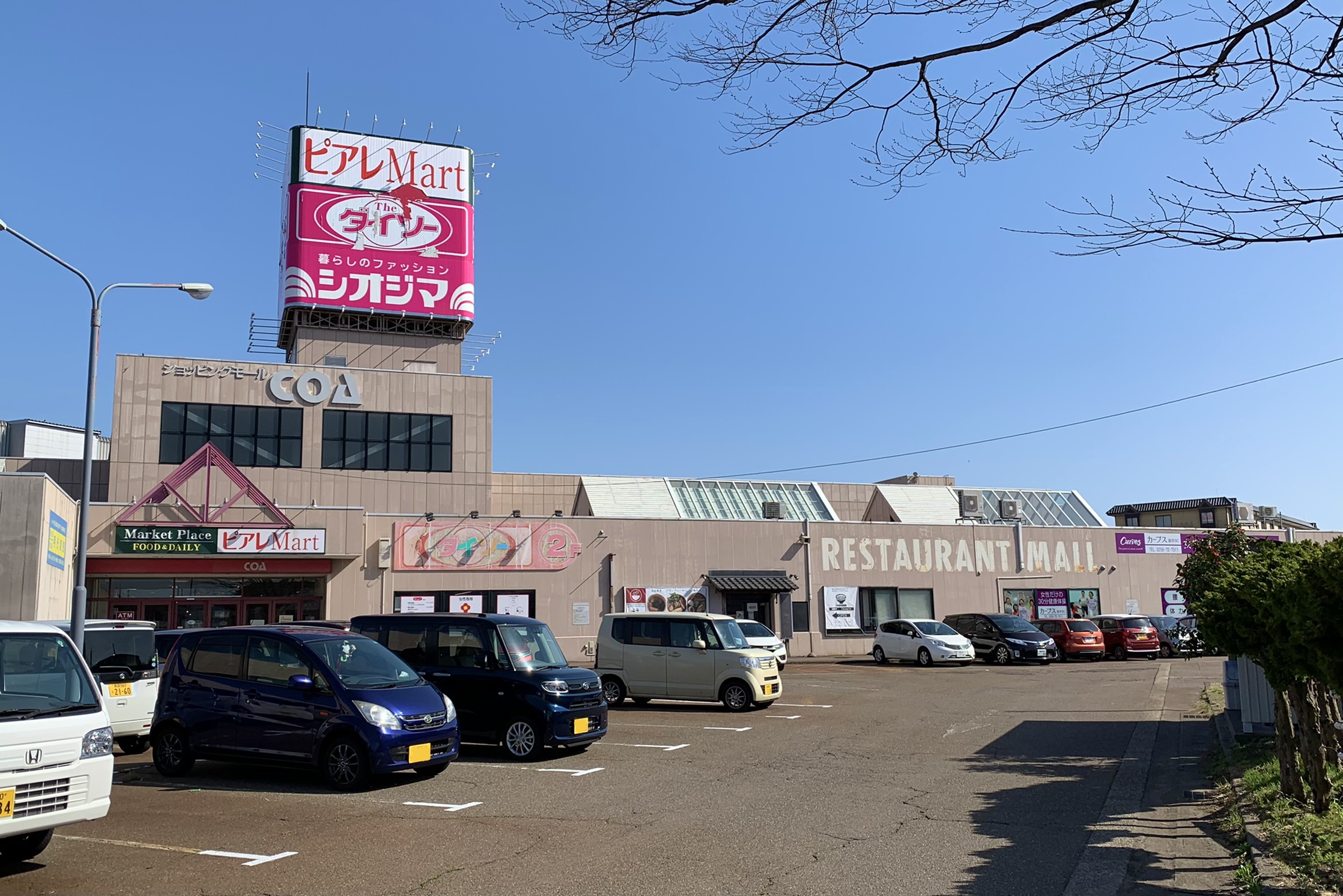
ショッピングモールCOA（2022年4月）

- 寺町インターチェンジ（国道18号 上新バイパス）
- ショッピングモールCOA（新井ショッピングセンター協同店舗が運営）
  - 食品スーパーマーケットのピアレマート、衣料品店、フィットネス、玩具店などが出店している
  - 完成時より核テナントとしてニチイ、後にマイカルが運営する「上越サティ」が入居していたが、マイカルの経営不振により2002年（平成14年）8月31日限りで閉店に至った。
- ダイナム 新井店
- 文教堂 新井店
- 斐太神社[7]
- パナソニック セミコンダクター社新井工場
- 妙高警察署 柳井田駐在所
- 新井信用金庫 北支店
- 新井自動車学校
- ヤマダ電機テックランド妙高店
- ホテルベストイン新井

## 隣の駅
えちごトキめき鉄道
■妙高はねうまライン
■快速（土休日のみ運転、臨時列車扱い）
通過
■普通
新井駅 - 北新井駅 - 上越妙高駅

### 記事本文

### 利用状況
1. 1 2  “2023年度の乗車状況”.   えちごトキめき鉄道. 2024年7月28日時点のオリジナルよりアーカイブ。2024年7月28日閲覧。
2. ↑  “平成27年度の乗車状況”.   えちごトキめき鉄道. 2016年7月6日時点のオリジナルよりアーカイブ。2020年7月17日閲覧。
3. ↑  “平成28年度の乗車状況”.   えちごトキめき鉄道. 2017年11月13日時点のオリジナルよりアーカイブ。2020年7月17日閲覧。
4. ↑  “平成29年度の乗車状況”.   えちごトキめき鉄道. 2019年3月31日時点のオリジナルよりアーカイブ。2020年7月17日閲覧。
5. ↑  “2018年度の乗車状況”.   えちごトキめき鉄道. 2019年7月16日時点のオリジナルよりアーカイブ。2020年7月17日閲覧。
6. ↑  “2019年度の乗車状況”.   えちごトキめき鉄道. 2020年7月17日時点のオリジナルよりアーカイブ。2020年7月17日閲覧。
7. ↑  “2020年度の乗車状況”.   えちごトキめき鉄道. 2021年7月3日時点のオリジナルよりアーカイブ。2021年7月3日閲覧。
8. ↑  “2021年度の乗車状況”.   えちごトキめき鉄道. 2022年8月8日時点のオリジナルよりアーカイブ。2022年8月8日閲覧。
9. ↑  “2022年度の乗車状況”.   えちごトキめき鉄道. 2024年1月25日時点のオリジナルよりアーカイブ。2024年1月25日閲覧。